# 周毛加
周毛加（？—），中国女子田径运动员，主项是标枪。她曾在伊朗德黑兰举办的1974年亚洲运动会中以53米06的破赛会纪录成绩获得女子标枪金牌。